# Monuments nationaux de Bužim
Cet article recense les monuments nationaux situés sur le territoire de la municipalité de Bužim en Bosnie-Herzégovine et dans la fédération de Bosnie-et-Herzégovine. La liste établie par la Commission pour la protection des monuments nationaux compte 3 monuments nationaux inscrits sur la liste principale et 3 monuments inscrits sur une liste provisoire.

## Monuments nationaux
| Monument                         | Localité | Géolocalisation | Datation                                    | Commentaire éventuel   | Photo |
| -------------------------------- | -------- | --------------- | ------------------------------------------- | ---------------------- | ----- |
| Vieille mosquée en bois de Bužim | Bužim    |                 | Période ottomane                            | Ensemble architectural |       |
| Vieille mosquée de Lubarda       | Lubarda  |                 | 1938, en remplacement d'une mosquée en bois | Avec le cimetière      |       |
| Forteresse de Bužim              | Bužim    |                 | Moyen Âge                                   |                        |       |